# Museo de Biodiversidad Beaty
El museo de biodiversidad Beaty es un museo de historia natural situado en Vancouver, Columbia Británica, Canadá. Sus colecciones incluyen más de dos millones de ejemplares, entre ellos un esqueleto de 25 metros de una ballena azul hembra enterrada en Tignish, isla del Príncipe Eduardo.
El museo y el Centro de Investigación de la Biodiversidad se encuentran en el Centro de la Biodiversidad Beaty, en la Universidad de Columbia Británica.

## Historia
El museo abrió sus puertas al público el 16 de octubre de 2010 y es obra de los arquitectos John y Patricia Patkau. El museo lleva el nombre de Ross Beaty y Trisha, unos alumnos que donaron fondos.
El museo alberga una colección de más de dos millones de ejemplares, algunos recogidos ya en la década de 1910.

## Algunos ejemplares

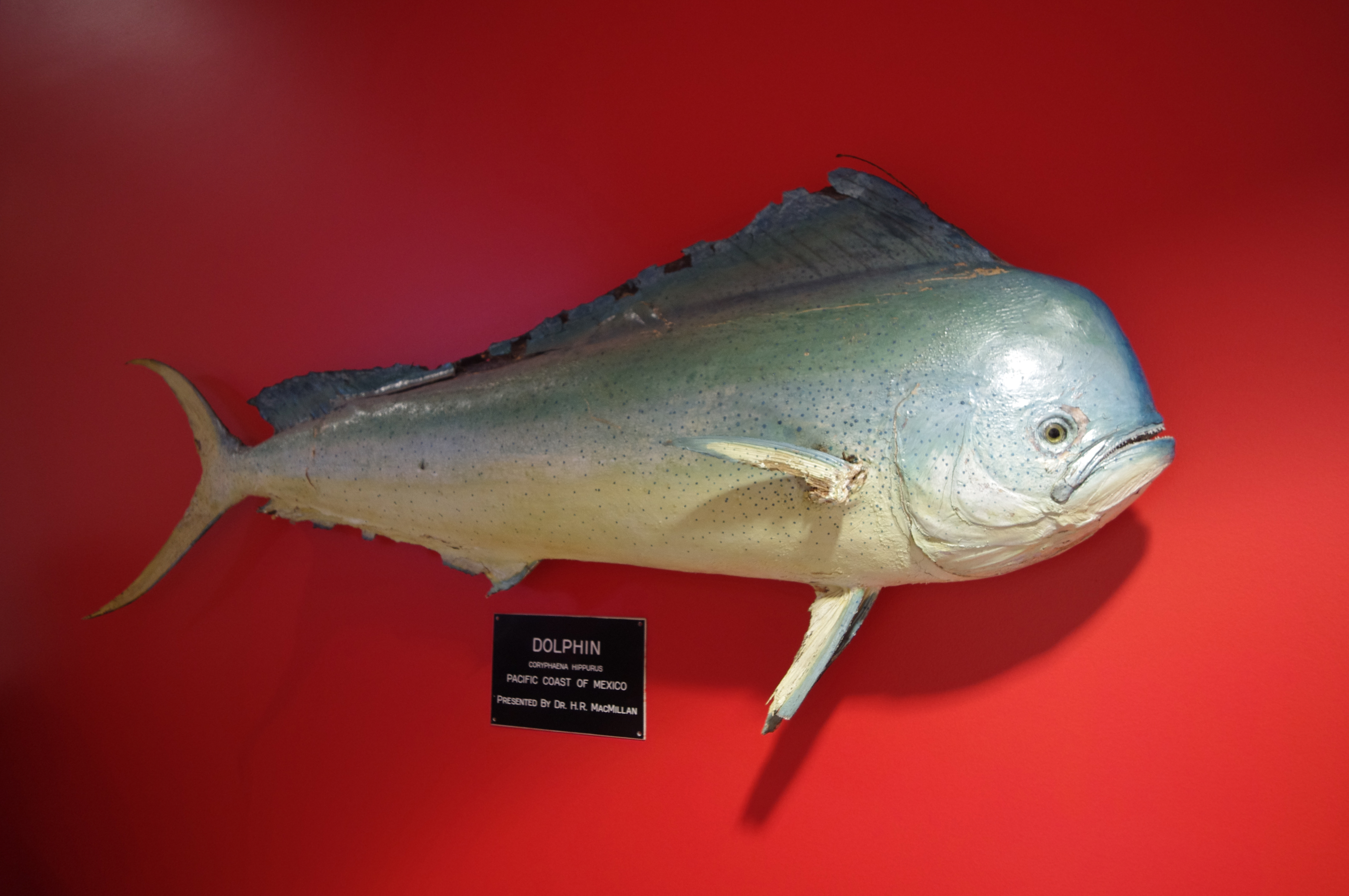
Coryphaena hippurus
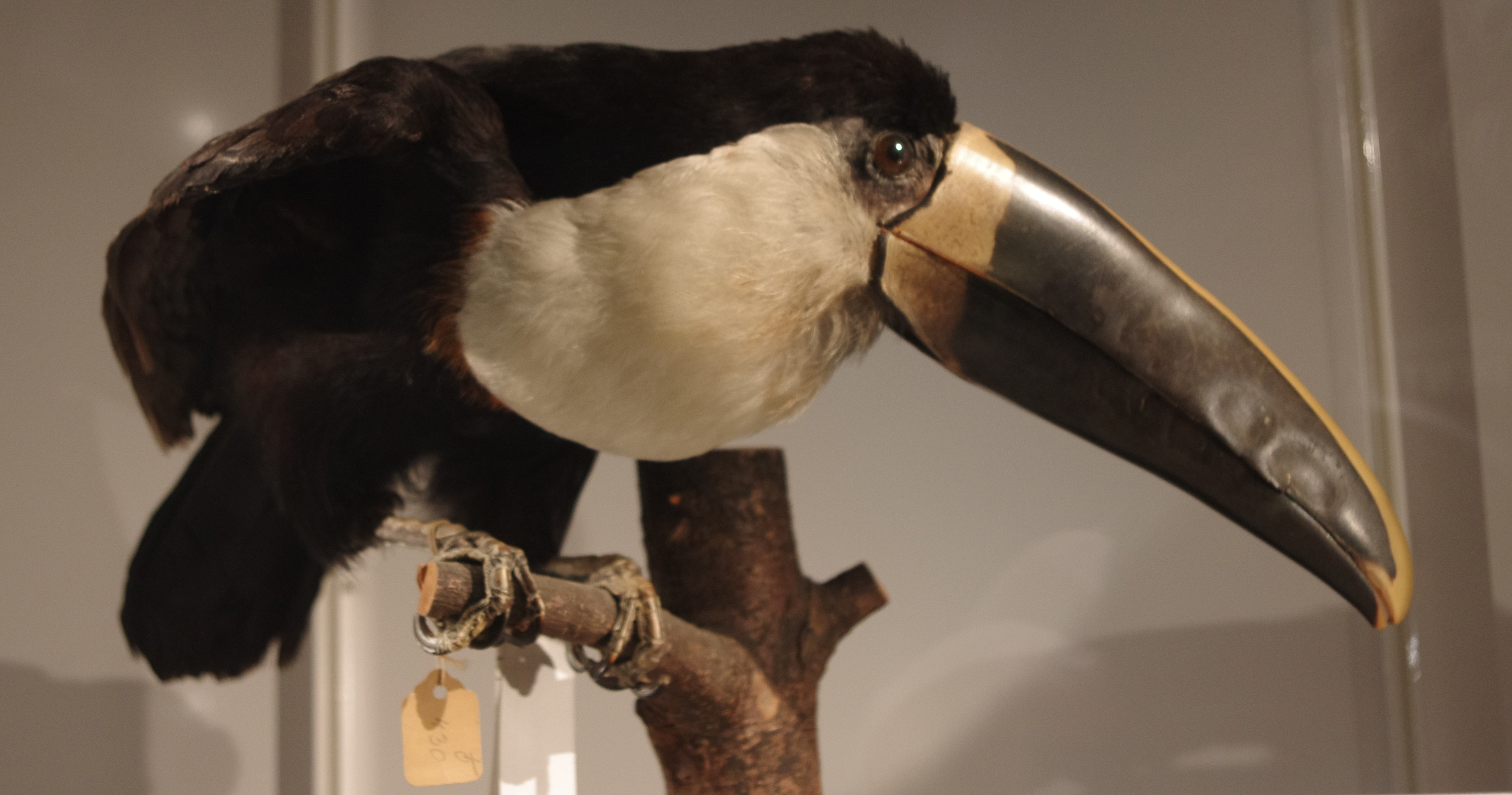
Ramphastos tucanus
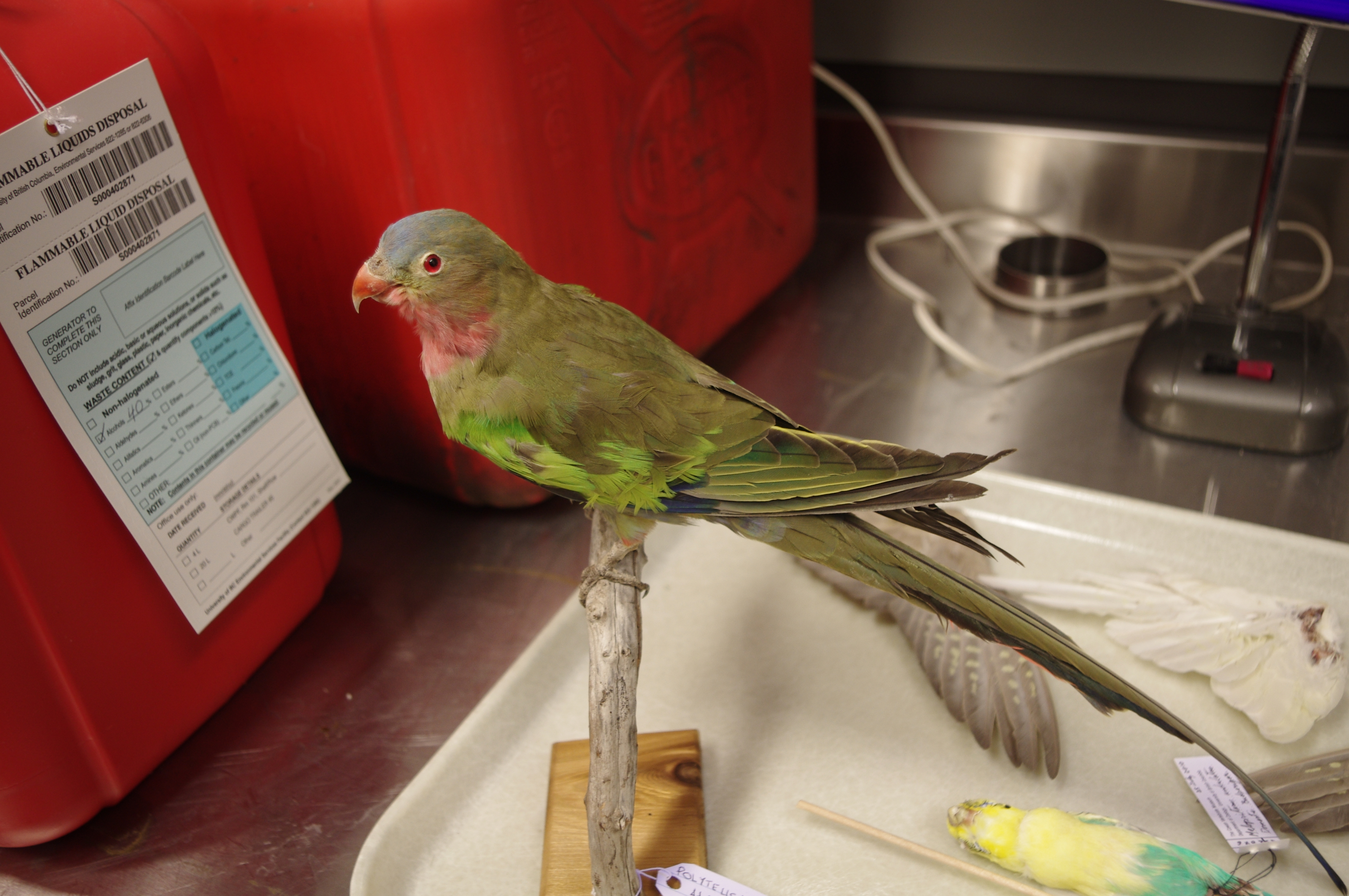
Polytelis alexandrae
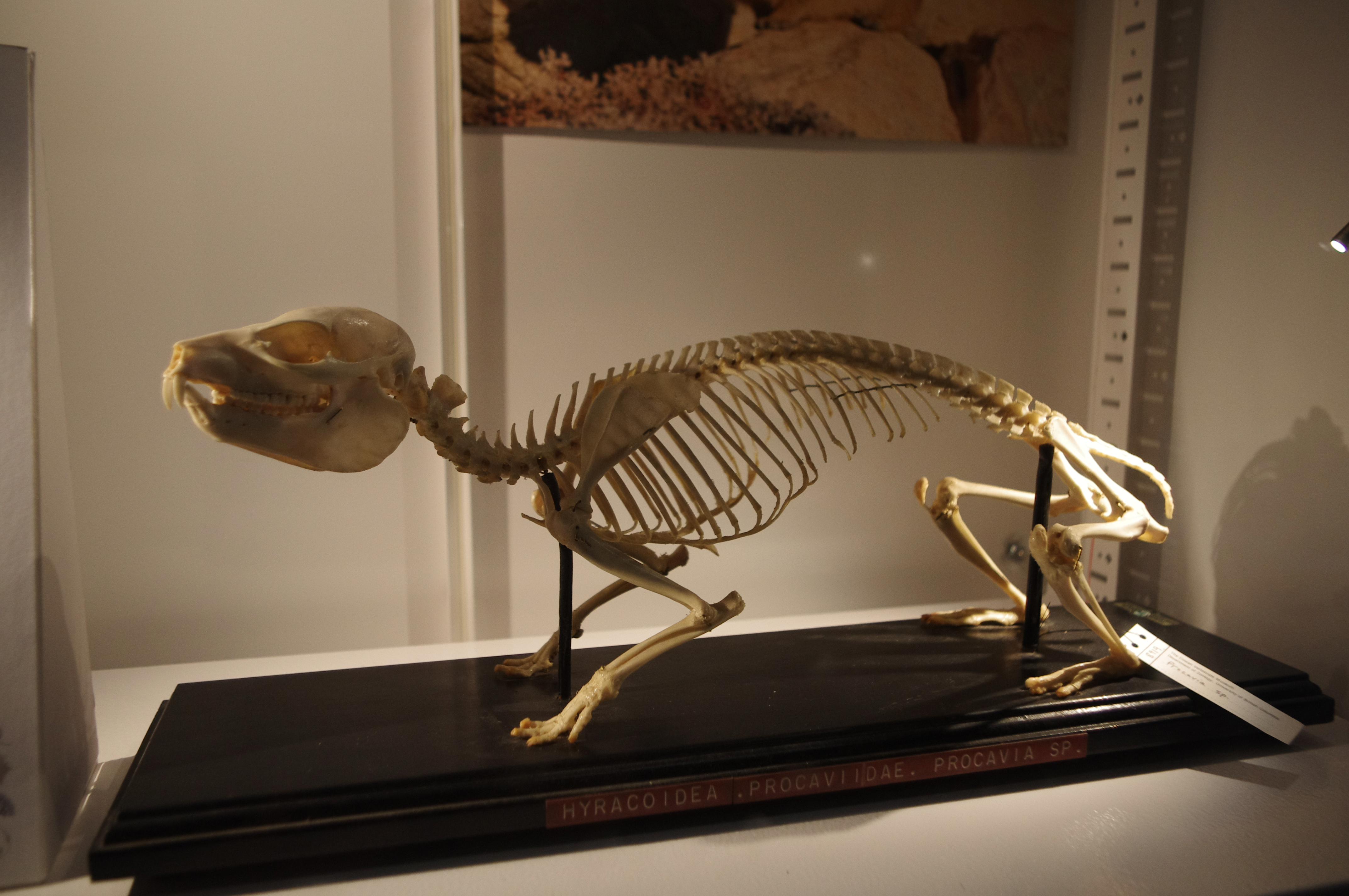
Procavia capensis